# Chi Chunxue
Pour les articles homonymes, voir Chi (homonymie).
Dans ce nom chinois, le nom de famille, Chi, précède le nom personnel.
Chi Chunxue (en chinois : 池春雪), née le 4 janvier 1998, est une fondeuse chinoise.

## Biographie
Elle fait ses débuts en Coupe du monde en fin d'année 2013 à l'occasion du Nordic Opening à Kuusamo, puis est engagée sur le Tour de ski. La Chinoise reçoit une sélection pour les Championnats du monde en 2015 à Falun, alors âgée de 17 ans, où elle prend notamment la 42e place au trente kilomètres.
En 2016, elle participe aux Jeux olympiques de la jeunesse, devenant à cette occasion la première médaillée chinoise dans cette compétition (ou dans des jeux olympiques) en ski de fond avec l'argent obtenu sur le cinq kilomètres libre.
En 2018, elle prend part à ses deuxièmes jeux olympiques à Pyeongchang, courant les quatre épreuves individuelles au programme, pour obtenir comme meilleur résultat une 44e place au dix kilomètres libre.
En 2019, elle dispute les Championnats du monde à Seefeld, où elle termine à chaque  fois dans le top 50, dont à la 36e place au trente kilomètres.
Chi obtient ses premiers résultats dans le top 30 lors de l'hiver 2019-2020, d'abord avec une 24e position au dix kilomètres libre de Nové Město, puis une 26e place au classement du Ski Tour en Scandinavie. Elle est aussi huitième avec le relais à Lahti et cinquième du quinze kilomètres libre aux Championnats du monde des 23 ans à Oberwiesenthal.
L'hiver suivant, alors absente du circuit mondial en raison de la pandémie de covid-19, elle remporte 6 titres aux Championnats nationaux, malgré une blessure au genou durant la préparation de la saison.

## Palmarès

### Jeux olympiques d'hiver
| Épreuve / Édition   | Sprint                           | Sprint    | 10 km | 10 km                            | Skiathlon 2 × 7,5 km | 30 km | Relais | Relais   |
| Épreuve / Édition   | libre                            | classique | libre | classique                        | Skiathlon 2 × 7,5 km | 30 km | Sprint | 4 × 5 km |
| JO 2018 Pyeongchang | Épreuve inexistante à cette date | 57e       | 55e   | Épreuve inexistante à cette date | 55e                  | 44e   | 17e    | -        |

Légende :
- : pas d'épreuve
- — : Non disputée par Chi Chunxue

### Championnats du monde
| Épreuve / Édition     | Sprint                           | Sprint                           | 10 km                            | 10 km                            | Skiathlon 2 × 7,5 km | 30 km | Relais | Relais   |
| Épreuve / Édition     | libre                            | classique                        | libre                            | classique                        | Skiathlon 2 × 7,5 km | 30 km | Sprint | 4 × 5 km |
| Mondiaux 2015 Falun   | Épreuve inexistante à cette date | 52e                              | -                                | Épreuve inexistante à cette date | 50e                  | 42e   | -      | -        |
| Mondiaux 2019 Seefeld | 50e                              | Épreuve inexistante à cette date | Épreuve inexistante à cette date | 47e                              | 45e                  | 36e   | -      | 16e      |

Légende :
- : pas d'épreuve
- — : Non disputée par Chi Chunxue

### Coupe du monde
- Meilleur classement général : 72e en 2020.
- Meilleur résultat individuel : 24e.

#### Classements en Coupe du monde
| Année     | Classement général final | Classement distance | Classement sprint |
| 2019-2020 | 72e                      | 88e                 | 85e               |

### Jeux asiatiques
- Sapporo 2017 :
  -  Médaille d'argent en relais.

### Jeux olympiques de la jeunesse
- Lillehammer 2016 :
  -  Médaille d'argent sur le cinq kilomètres.